# Lei de Exclusão

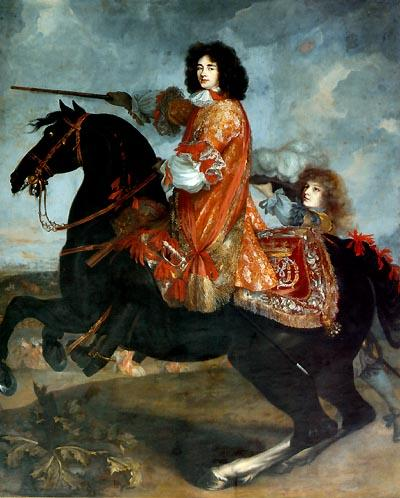
Jaime Scott, duque de Monmouth, filho ilegítimo do Rei Carlos II da Inglaterra.

A Lei de Exclusão inglesa (em inglês Exclusion Bill) é um projeto de lei abortada cujo objetivo era excluir a sucessão ao trono da Inglaterra e Irlanda do irmão do rei, Jaime (futuro Jaime II) pelo motivo de sua conversão ao catolicismo. Os Tories opuseram-se a esta medida, no entanto os whigs, a defendiam.
Em 1673, Jaime negou-se a prestar o juramento prescrito do Ato de Prova, tornando desta forma público que era católico. Além disto, seu secretário, Edward Coleman, tinha sido acusado por Titus Oates em um complô, chamado de Complô Papista. Os protestantes ingleses tinham medo do exemplo francês de um rei católico na frente de uma monarquia absoluta, e organizou um movimento para evitar que algo semelhante ocorresse na Inglaterra, com o irmão do rei como protagonista, já que o Rei Carlos II não tinha filhos legítimos.
A inquietude foi reforçada com a desgraça de Thomas Osborne, 1.º duque de Leeds, que serviu de bode expiatório em um escândalo de corrupção com a França, pela compra, mediante suborno, da neutralidade política de Carlos II por parte de Luís XIV da França. Osborne foi preso na Torre de Londres. O rei dissolveu a Câmara dos Comuns, mas o novo Parlamento Inglês que se formou em março de 1679 lhe foi ainda mais hostil.
Em 15 de maio de 1679, Anthony Ashley-Cooper, 1.º conde de Shaftesbury, apresentou o projeto de exclusão (Exclusion Bill), uma lei tendente à exclusão de Jaime na sucessão ao trono. Uma minoria de deputados na câmara apoiaram a pretensão do filho ilegítimo de Carlos II, o protestante Jaime Scott, duque de Monmouth. Os partidários da corte mais tradicionais, chamados de Abhorrers porque se aborreceram com esta lei, fundaram o grupo tory, no entanto os que apoiavam ativamente o texto da lei, são os que deram origem aos whigs. Como todo parecia indicar que a lei ia ser provavelmente aprovada, o rei usou sua prerrogativa real novamente, e dissolveu a câmara de novo. Os parlamentos sucessivos que quiseram retomar o projeto foram dissolvidos.